# Jörg S. Hartig
Jörg Steffen Hartig (* 12. Dezember 1974) ist ein deutscher Chemiker (Chemie und synthetische Biologie von Nukleinsäuren).
Hartig studierte ab 1994 Chemie an der Universität Bonn mit dem Diplom 2000 bei Michael Famulok, bei dem er auch 2003 promoviert wurde (Reporter ribozymes for detection of biomolecular interactions). Als Post-Doktorand war er bis 2005 an der Stanford University bei Eric T. Kool. Ab 2006 war er Lichtenberg-Professor (eine Junior-Professur gestiftet von der Volkswagen-Stiftung) für Chemie biologisch funktioneller Materialien an der Universität Konstanz, an der er seit 2011 Professor für Biopolymer-Chemie ist.
Er synthetisiert RNA in modularer Weise mit kombinierten Funktionen, zum Beispiel in der Regulation der Genexpression (Riboswitch, RNA-Interferenz), als Aptamer (Antikörper-artige Bindungsfunktion) und Ribozym. Im Rahmen der synthetischen Biologie entwickelt er auch RNA, die von außen, etwa durch Ankopplung von kleinen Molekülen, gesteuert und geschaltet werden kann (etwa als Aptamere). Außerdem untersucht er den Einsatz viersträngiger Guanin-reiche RNA (Quadruplexe) für die Regulierung biologischer Prozesse.
2011 erhielt er den Chemie-Preis der Akademie der Wissenschaften zu Göttingen für bahnbrechende und richtungsweisende Arbeiten zur chemischen Biologie von Nukleinsäuren und speziell der RNA (Laudatio). 2015 erhielt er einen ERC Consolidator Grant.

## Schriften (Auswahl)
- mit Michael Famulok u. a.: Protein-dependent ribozymes report molecular interactions in real time, Nature Biotechnology, Band 20, 2002, S. 717
- mit Michael Famulok, Günter Mayer: Functional aptamers and aptazymes in biotechnology, diagnostics, and therapy, Chemical Reviews, Band 107,  2007, S. 3715
- mit Markus Wieland: Turning Inhibitors into Activators: A Guanine-Quadruplex-controlled Hammerhead Ribozyme, Angewandte Chemie International Edition, Band 45, 2006, S. 5875
- Teaching Bacteria new Tricks - with RNA Switches (Highlight), Angewandte Chemie International Edition, Band 46, 2007, S. 7741
- mit Markus Wieland: RNA quadruplex-based modulation of gene expression, Chemistry & Biology, Band 14, 2007, S. 757
- mit Simon Ausländer u. a.: A ligand-dependent hammerhead ribozyme switch for controlling mammalian gene expression, Molecular Biosystems, Band 6, 2007, S. 807
- mit Markus Wieland: Improved aptazyme design and in vivo screening enable riboswitching in bacteria, Angewandte Chemie, Band 47, 2008, S. 2604
- mit Markus Wieland: Artificial Riboswitches: Synthetic mRNA-based Regulators of Gene Expression, ChemBioChem, Band 9, 2008, S. 1873
- mit Markus Wieland, Armin Benz, Benedikt Klauser: Artificial ribozyme switches containing natural riboswitch aptamer domains, Angewandte Chemie, Band 48,  2009, S. 2616
- mit Astrid Joachimi, Armin Benz: A comparison of DNA and RNA quadruplex structures and stabilities, Bioorganic & Medicinal Chemistry, Band 17, 2009, S. 6811
- mit Patrick Ketzer u. a.: Artificial riboswitches for gene expression and replication control of DNA and RNA viruses, Proc. Nat. Acad. Sci. USA, Band 111, 2014, E554
- mit Simon Ausländer u. a.: A general design strategy for protein-responsive riboswitches in mammalian cells, Nature Methods, Band 11, 2014, S. 1154